# L'Étoile (Jura)
L'Étoile é uma comuna francesa na região administrativa de Borgonha-Franco-Condado, no departamento de Jura. Estende-se por uma área de 6,13 km². Em 2010 a comuna tinha 573 habitantes (densidade: 93,5 hab./km²).